# Gjon’s Tears
Gjon’s Tears, właśc. Gjon Muharremaj (ur. 29 czerwca 1998 w Broc) – szwajcarski piosenkarz, autor tekstów i muzyki pochodzenia albańskiego.
Reprezentant Szwajcarii w 65. Konkursie Piosenki Eurowizji (2021). Zwycięzca nagrody MTV EMA dla najlepszego szwajcarskiego wykonawcy.

## Życiorys
Urodził się w Saanen w Bernie. Jest synem kosowskiego Albańczyka z Gjinoc (części gminy Suharekë w Kosowie) i Albanki z Tirany. Jego ojciec, Hysni, jest operatorem dźwigu i murarzem, a matka, Elda, pracowała w fabryce czekolady Cailler po tym, jak rodzina przeniosła się do Broc w 2000 roku. Ma także starszego brata, Ardita.
Od dziecka wykazywał zainteresowanie muzyką i sztuką. Inspiracją pseudonimu artystycznego Gjona był jego dziadek, który poruszył się do łez po występie wnuka z piosenką Elvisa Presleya „Can’t Help Falling in Love with You”. Jego muzycznymi wzorcami są m.in. David Bowie, Grace Jones, Nina Hagen i Klaus Nomi. W wieku 12 lat wystąpił w programie Albania’s Got Talent, w którym zajął trzecie miejsce. Rok później wziął udział w szwajcarskiej wersji Got Talent i dotarł do półfinałów. W 2019 dotarł do półfinału w programie The Voice France, a w 2021 wrócił do programu w ramach specjalnej edycji The Voice All Stars France realizowanej z okazji 10. rocznicy francuskiego formatu.
W 2020 miał reprezentować Szwajcarię z utworem „Répondez-moi” w 65. Konkursie Piosenki Eurowizji w Rotterdamie, jednak 18 marca poinformowano o odwołaniu konkursu z powodu pandemii COVID-19. W kwietniu wystąpił w drugim odcinku projektu Eurovision Home Concerts. W maju 2021 z utworem „Tout I’univers”, reprezentując Szwajcarię, zajął trzecie miejsce w finale Konkursu Piosenki Eurowizji 2021 z dorobkiem 432 punktów, w tym 267 pkt od jury (1. miejsce). W dzień finału Eurowizji został wyróżniony także Nagrodą Kompozytorską im. Marcela Bezençona. W tym samym roku otrzymał Europejską Nagrodę Muzyczną MTV dla najlepszego szwajcarskiego wykonawcy.

## Dyskografia

### Albumy studyjne
| Rok  | Dane dot. albumu                                                                                          | Najwyższa pozycja na liście |
| Rok  | Dane dot. albumu                                                                                          | SWI                         |
| ---- | --- | --------------------------- |
| 2023 | The Game - Wydany: 28 kwietnia 2023 - Wytwórnia: Jo & Co - Format: CD, digital download, streaming, winyl | 11                          |

### Single
| Rok                                                      | Tytuł               | Najwyższe pozycje na listach | Najwyższe pozycje na listach | Najwyższe pozycje na listach | Najwyższe pozycje na listach | Najwyższe pozycje na listach | Najwyższe pozycje na listach | Najwyższe pozycje na listach | Najwyższe pozycje na listach | Najwyższe pozycje na listach | Najwyższe pozycje na listach | Najwyższe pozycje na listach | Najwyższe pozycje na listach | Najwyższe pozycje na listach | Najwyższe pozycje na listach | Album    |
| Rok                                                      | Tytuł               | SWI                          | ALB                          | BEL (FL)                     | FIN                          | GRE                          | NLD                          | IRE                          | ICE                          | LTU                          | GER                          | NOR                          | POR                          | SWE                          | UK                           | Album    |
| -------------------------------------------------------- | ------------------- | ---------------------------- | ---------------------------- | ---------------------------- | ---------------------------- | ---------------------------- | ---------------------------- | ---------------------------- | ---------------------------- | ---------------------------- | ---------------------------- | ---------------------------- | ---------------------------- | ---------------------------- | ---------------------------- | -------- |
| 2018                                                     | „Babi”              | –                            | 1                            | –                            | –                            | –                            | –                            | –                            | –                            | –                            | –                            | –                            | –                            | –                            | –                            | The Game |
| 2018                                                     | „Back in Light”     | –                            | –                            | –                            | –                            | –                            | –                            | –                            | –                            | –                            | –                            | –                            | –                            | –                            | –                            | –        |
| 2020                                                     | „Répondez-moi”      | 42                           | –                            | –                            | –                            | –                            | –                            | –                            | –                            | –                            | –                            | –                            | –                            | –                            | –                            | –        |
| 2021                                                     | „Tout I’univers”    | 1                            | –                            | 50                           | 5                            | 48                           | 16                           | 52                           | 7                            | 9                            | 86                           | 36                           | 118                          | 21                           | 93                           | The Game |
| 2022                                                     | „Silhouette”        | –                            | 3                            | –                            | –                            | –                            | –                            | –                            | –                            | –                            | –                            | –                            | –                            | –                            | –                            | The Game |
| 2022                                                     | „Pure”              | –                            | 9                            | –                            | –                            | –                            | –                            | –                            | –                            | –                            | –                            | –                            | –                            | –                            | –                            | The Game |
| 2023                                                     | „Midnight in Paris” | –                            | 5                            | –                            | –                            | –                            | –                            | –                            | –                            | –                            | –                            | –                            | –                            | –                            | –                            | The Game |
| 2023                                                     | „Disco”             | –                            | 15                           | –                            | –                            | –                            | –                            | –                            | –                            | –                            | –                            | –                            | –                            | –                            | –                            | The Game |
| „–” oznacza, że singel nie był notowany na danej liście. |                     |                              |                              |                              |                              |                              |                              |                              |                              |                              |                              |                              |                              |                              |                              |          |

### Z gościnnym udziałem
| Rok                                                      | Tytuł                                                                  | Najwyższa pozycja na liście | Album   |
| Rok                                                      | Tytuł                                                                  | ALB                         | Album   |
| -------------------------------------------------------- | ---------------------------------------------------------------------- | --------------------------- | ------- |
| 2021                                                     | „Dance Me” (Arilena Ara, gościnnie: Gjon’s Tears)                      | 10                          | Pop Art |
| 2023                                                     | „Heavenbound” (Marina Kaye, gościnnie: Gjon’s Tears; wersja francuska) | –                           | –       |
| „–” oznacza, że singel nie był notowany na danej liście. |                                                                        |                             |         |

## Nagrody
| Rok  | Nagroda                          | Nominacja                       | Wynik   |
| ---- | -------------------------------- | ------------------------------- | ------- |
| 2021 | Nagrody im. Marcela Bezencona    | Nagroda kompozytorska           | Wygrana |
| 2021 | Europejskie Nagrody Muzyczne MTV | Najlepszy szwajcarski wykonawca | Wygrana |
| 2023 | Europejskie Nagrody Muzyczne MTV | Najlepszy szwajcarski wykonawca | Wygrana |